# 제주대학교병원
제주대학교병원(濟州大學校病院)은 제주특별자치도 제주시 아란13길 15 (아라동)에 위치한 종합병원이다.

## 연혁
- 2001년 11월 1일, 개원.
- 2002년 10월 31일, 안내 센터 준공.
- 2003년 10월 1일, 종합검진센터 오픈.
- 2005년 12월 1일, 임상의학연구소(싸이클로트론연구소) 설치.
- 2004년 11월 1일, 제주시 아라일동에 신축 병원 착공.
- 2006년 3월 14일, 제주지역암센터 선정.
- 2008년 11월 20일, 심뇌혈관질환센터 선정.
- 2009년 3월 19일, 삼도이동 병원 건물 진료 마감.
- 2009년 3월 30일, 아라일동 신축 병원 건물 진료 시작.

## 갤러리

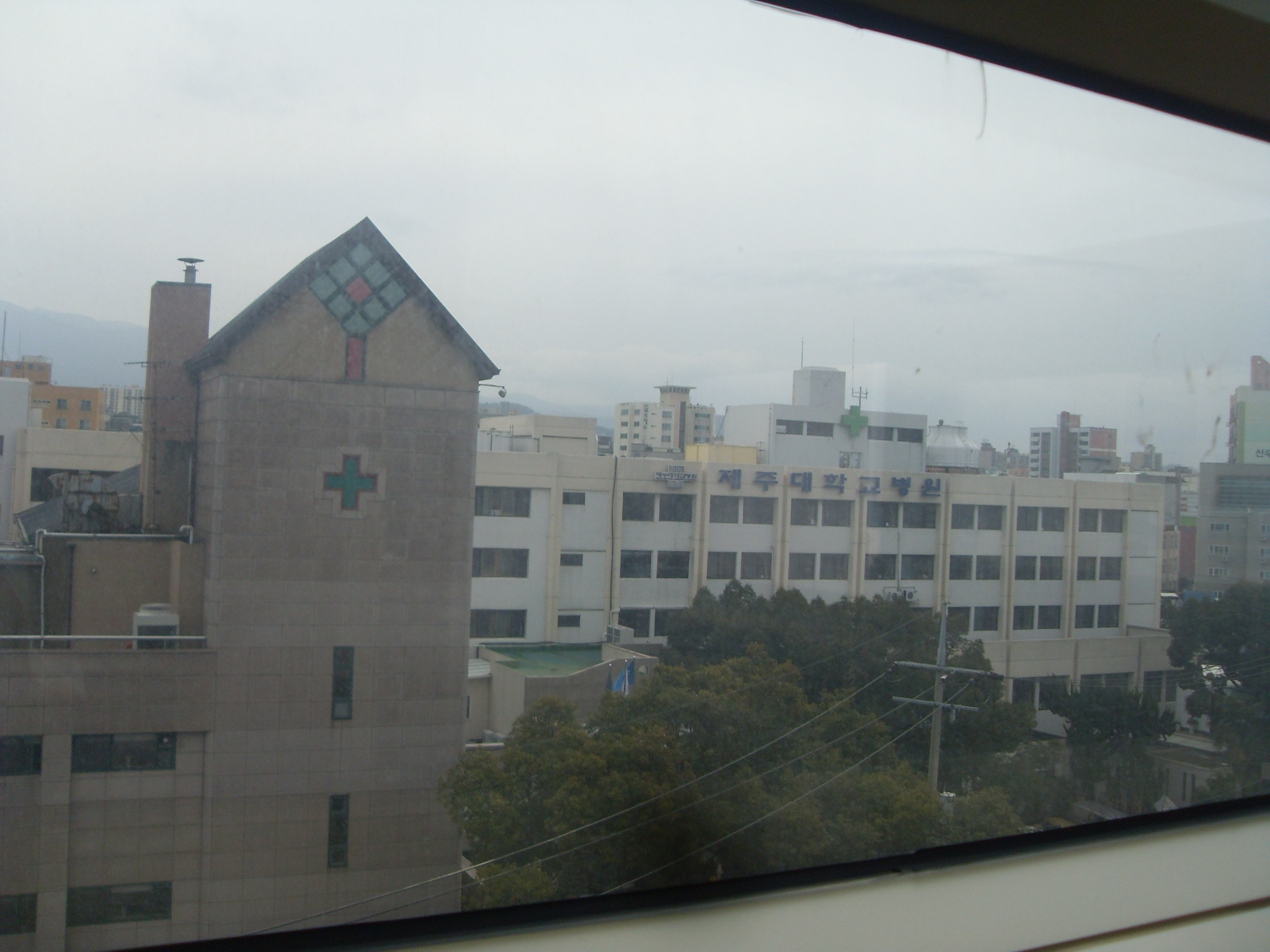
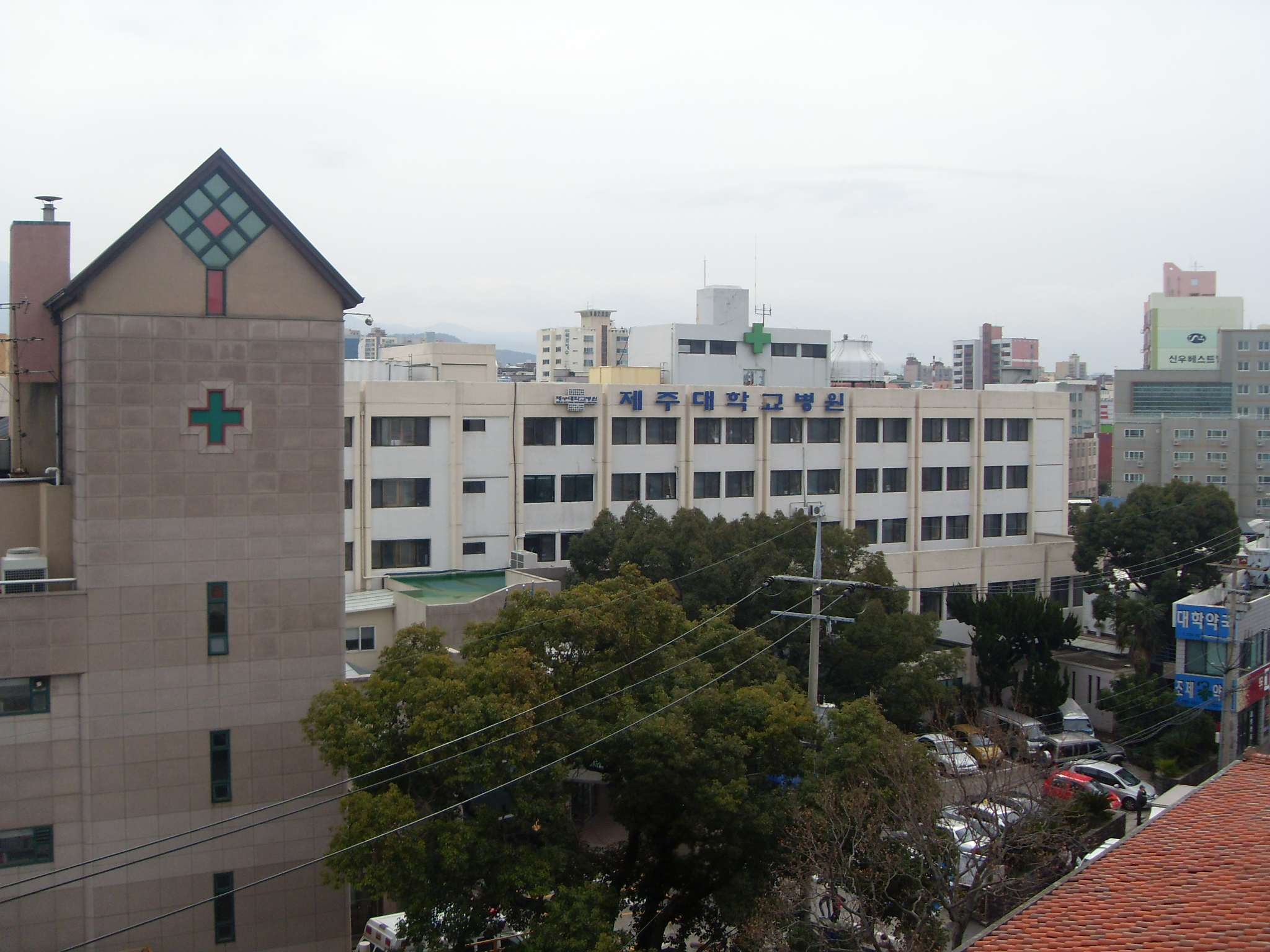
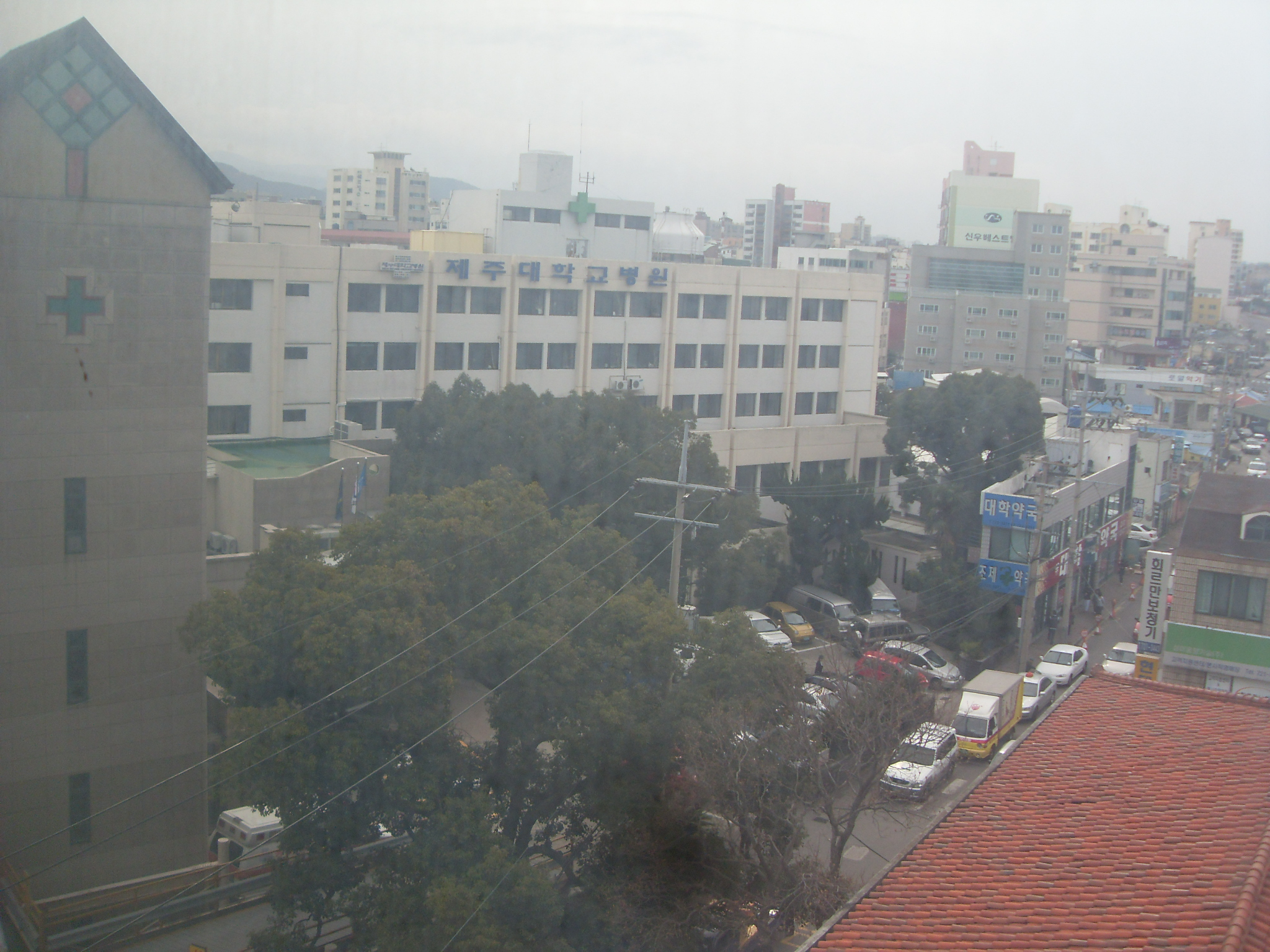
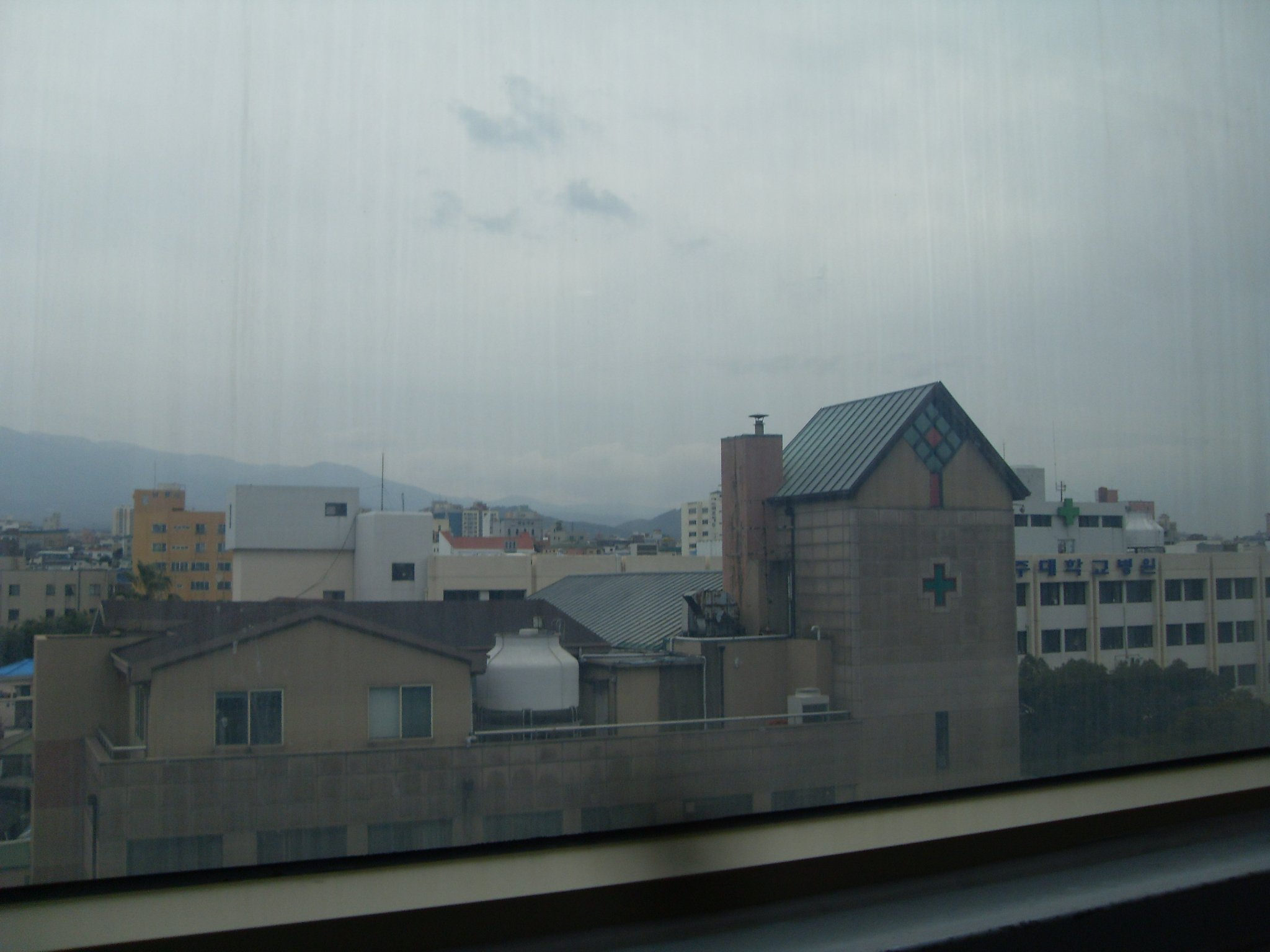
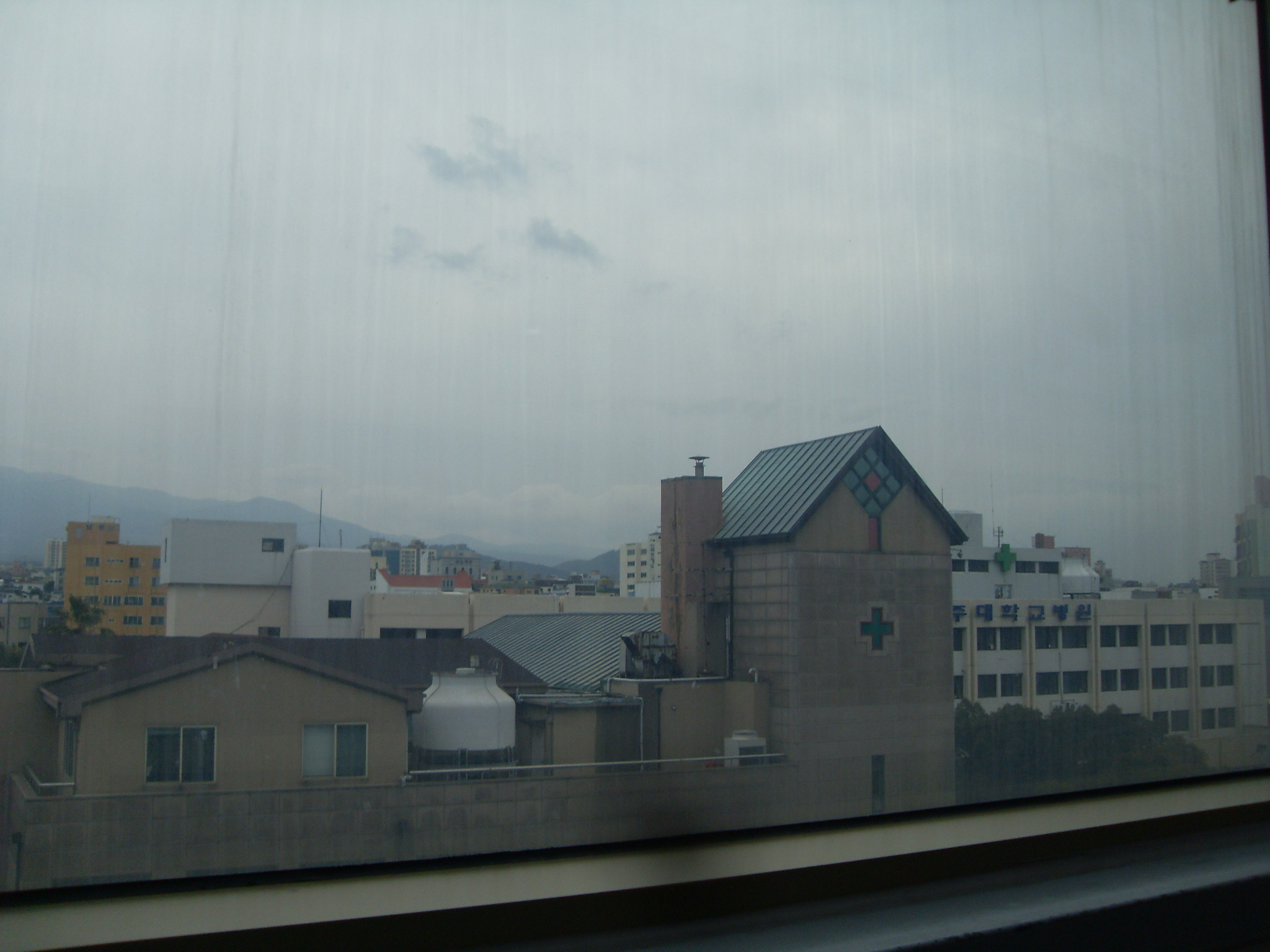

구 제주대학교병원